# Зимятов, Николай Семёнович
Николай Семёнович Зимятов (род. 28 июня 1955 года, Румянцево, Московская область) — советский лыжник, заслуженный мастер спорта СССР (1980), заслуженный тренер России (1996).
Четырёхкратный олимпийский чемпион (1980 — на дистанциях 30, 50 км и в эстафете 4×10 км, 1984 — на 30 км), серебряный призёр Олимпийских Игр 1984 года в эстафете, 8-кратный чемпион СССР: 15 км (1979), 30 км (1978, 1979, 1980, 1984), эстафета 4×10 км (1978, 1982, 1984).

## Биография
Родился 28 июня 1955 года в подмосковном поселке Румянцево.
С 1969 года тренировался под руководством Алексея Ивановича Холостова.
Окончил Московский областной государственный институт физической культуры (МОГИФК) в 1980 году. Выступал за «Спартак» (Красногорск, Московской обл.), ВС (Московская обл.).
На Зимних Олимпийских играх 2002 года тренер сборной России, тренировал Ольгу Данилову, олимпийскую чемпионку. Непродолжительное время был тренером Елены Вяльбе. Их сотрудничество не увенчалось успехом и Вяльбе вернулась в состав сборной к Александру Грушину.

## Награды и звания
- Орден Трудового Красного Знамени (9.04.1980)[8];
- Орден Дружбы народов;
- Заслуженный мастер спорта СССР (1980)[9];
- Заслуженный тренер СССР[9];
- Заслуженный тренер России (1996);
- Почётный гражданин Истринского района (2002)[10].